# Pollard Limner

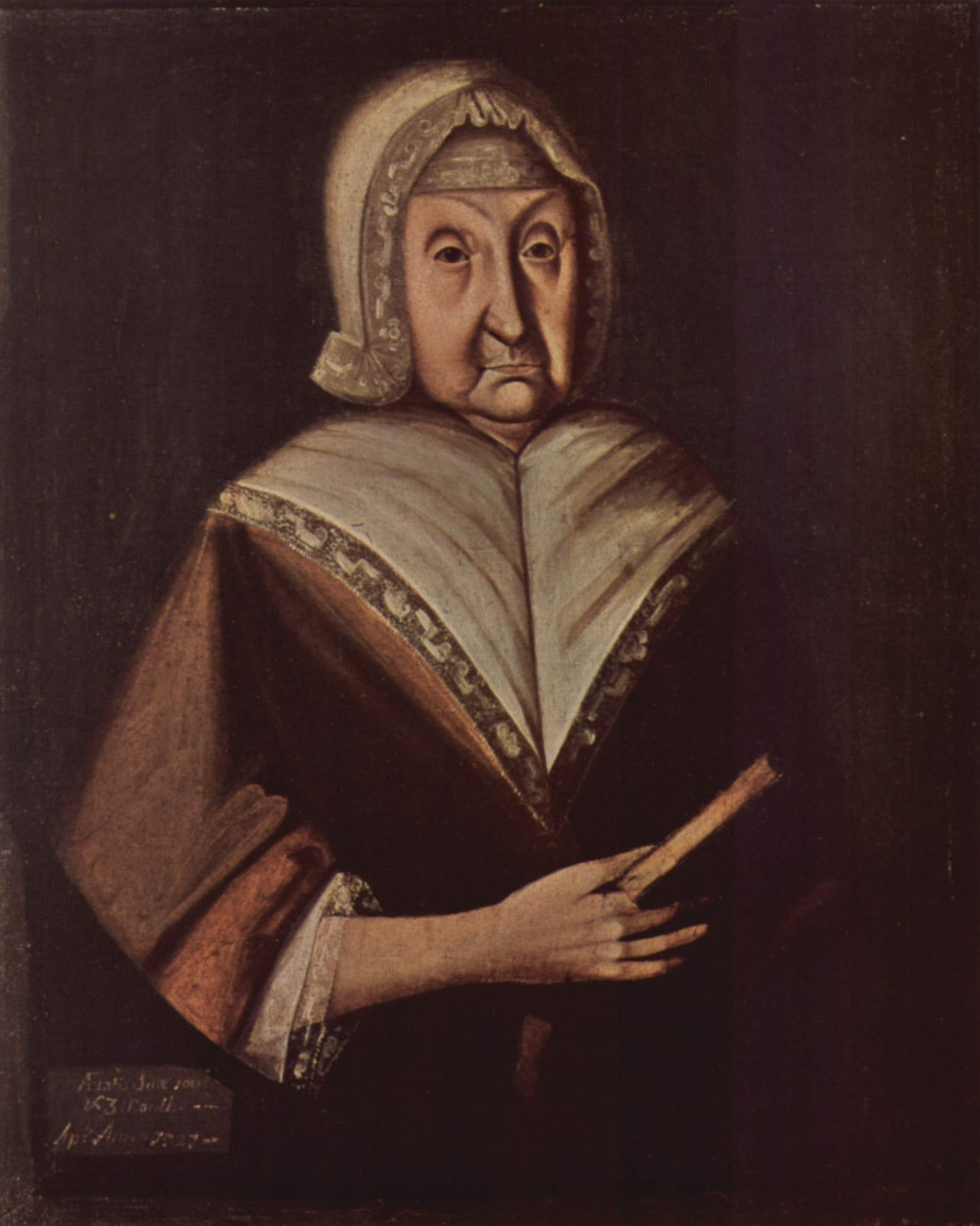
Pollard Limner: Anne Pollard at one hundred years of age, Öl auf Leinwand, 1721, Massachusetts Historical Society, Boston Massachusetts

Als Pollard Limner wird ein Porträtmaler bezeichnet, der zwischen 1690 und 1730 in der Region um Boston in Neuengland tätig war. Der namentlich nicht bekannte Künstler erhielt seinen Notnamen nach seinem Porträt von Frau Anne Pollard.

## Kunsthandwerker und Maler
Der Pollard Limner war wohl eher als Kunsthandwerker tätig und seine Porträtmalerei war eine Nebenbeschäftigung. 8 bis 12 erhaltene Bilder werden ihm aufgrund stilistischer Ähnlichkeiten zugeordnet. Diese sind weniger wegen der Kunstfertigkeit ihres Malers, sondern wegen ihres Bezugs zur Kolonialgeschichte des Amerikanischen Kontinents von Bedeutung.

## Bild der Anne Pollard
Das Bild der Anne Pollard entstand im Jahr 1721. Dies war ungefähr 100 Jahre nachdem mit der Mayflower erste europäische Siedler in die Region gekommen waren. Es wurde bereits zu Lebzeit der Anne Pollard vermutet, dass sie 1630 als Kind auf einem der Mayflower nachfolgenden Schiff nach Boston gekommen war.  Eine Inschrift auf dem Bild besagt, dass Anne Pollard zum Zeitpunkt ihrer Porträtierung 100 Jahre alt war. Das Bild befindet sich heute im Besitz der Massachusetts Historical Society in Boston.

## Stilistische Einordnung
Der Pollard Limner wird zu den Malern der auf Englisch „Colonial Geogian“ genannten Epoche gezählt, also zu den Malern in der Stilepoche zur Zeit des Britischen Monarchen Georg III. Wahrscheinlich hatte er keine formale Ausbildung als Maler, auf den ihm zugeschriebene Porträts lässt sich aber erkennen, dass er mit den barocken Stilelementen der europäischen Malerei dieser Zeit vertraut war. Im straffen Porträt von Anne Pollard malt er noch näher an den Puritanischen Idealen der Kolonien.
Das Porträt von Henry Gibbs, das dem Pollard Limner zugeschrieben wird, gilt als eines der künstlerisch besten Porträts, das vor 1729 in Boston entstanden ist. Danach kamen zum Beispiel in England ausgebildete Maler  wie John Smibert nach Boston.

## Interpretation
Die Porträts aus der Frühzeit der englischen Kolonialisierung sind im Allgemeinen Beispiel für den Bedarf an Selbstdarstellung, den wirtschaftlich erfolgreiche und wohlhabende Bürger der Kolonie nach den Jahren des Aufbaus entwickelten. Dass mit Anne Pollard die Frau eines Gastwirtes dargestellt wird mag mit ihrer Verbindung zu den Gründern der Kolonie zusammenhängen.

## Werke (Auswahl)
Der Pollard Limner malte seine Halbporträts in der Regel im Format von ungefähr 70 cm Höhe und 50 bis 60 cm Breite in Ölfarbe auf Leinwand.  Es werden ihm folgende Bilder zugeschrieben:
- Anne Pollard im Alter von 100 Jahren. 1721. Massachusetts Historical Society, Boston Massachusetts.  (Inventarnummer  01.017)
- Elisha Cook, Senior. Peabody Essex Museum, Salem,  Massachusetts
- Mary Gardner Coffin (Mrs. Jethro Coffin). Nantucket Historical Association, Nantucket, Massachusetts
- Henry Gibbs. 1721. Art Institute of Chicago, Chicago. (Inventarnummer  The Goodmann Fund 1967.171)
- Junge Frau aus der Familie Sylvanus Bourne. Privatbesitz (Pennsylvania)
- Stephen Greenleaf, Junior.  1722. Nantucket Historical Association, Nantucket, Massachusetts (Inventarnummer 75-101 PFM)
- Richter Benjamin Lynde. Um 1730. Peabody Essex Museum, Salem, Massachusetts
- William Metcalf. Um 1730. The National Gallery of Art, Washington.  (Inventarnummer 1980.61.1 (2785))
- Anne Pattershall. 1720.  Privatbesitz.